# Покорный, Йозеф
Йозеф Покорный (чеш. Josef Pokorný; род. 28 декабря 1955, Прага) — чехословацкий гребец, выступавший за сборную Чехословакии по академической гребле в середине 1970-х годов. Победитель и призёр первенств национального значения, участник летних Олимпийских игр в Монреале.

## Биография
Йозеф Покорный родился 28 декабря 1955 года в Праге.
Впервые заявил о себе в академической гребле на международном уровне в сезоне 1975 года, когда вошёл в состав чехословацкой национальной сборной и выступил на чемпионате мира в Ноттингеме, где в зачёте восьмёрок стал четвёртым.
Благодаря череде удачных выступлений удостоился права защищать честь страны на летних Олимпийских играх 1976 года в Монреале. В составе экипажа-восьмёрки, куда также вошли гребцы Павел Конвичка, Йозеф Пламинек, Вацлав Млс, Карел Мейта, Йозеф Нештицкий, Любомир Заплетал, Мирослав Враштил и рулевой Иржи Птак, неудачно выступил на предварительном квалификационном этапе, но через дополнительный отборочный заезд всё же попал в главный финал А, где в конечном счёте финишировал шестым.
После монреальской Олимпиады Покорный больше не показывал сколько-нибудь значимых результатов в академической гребле на международной арене.